# Armada das ilhas

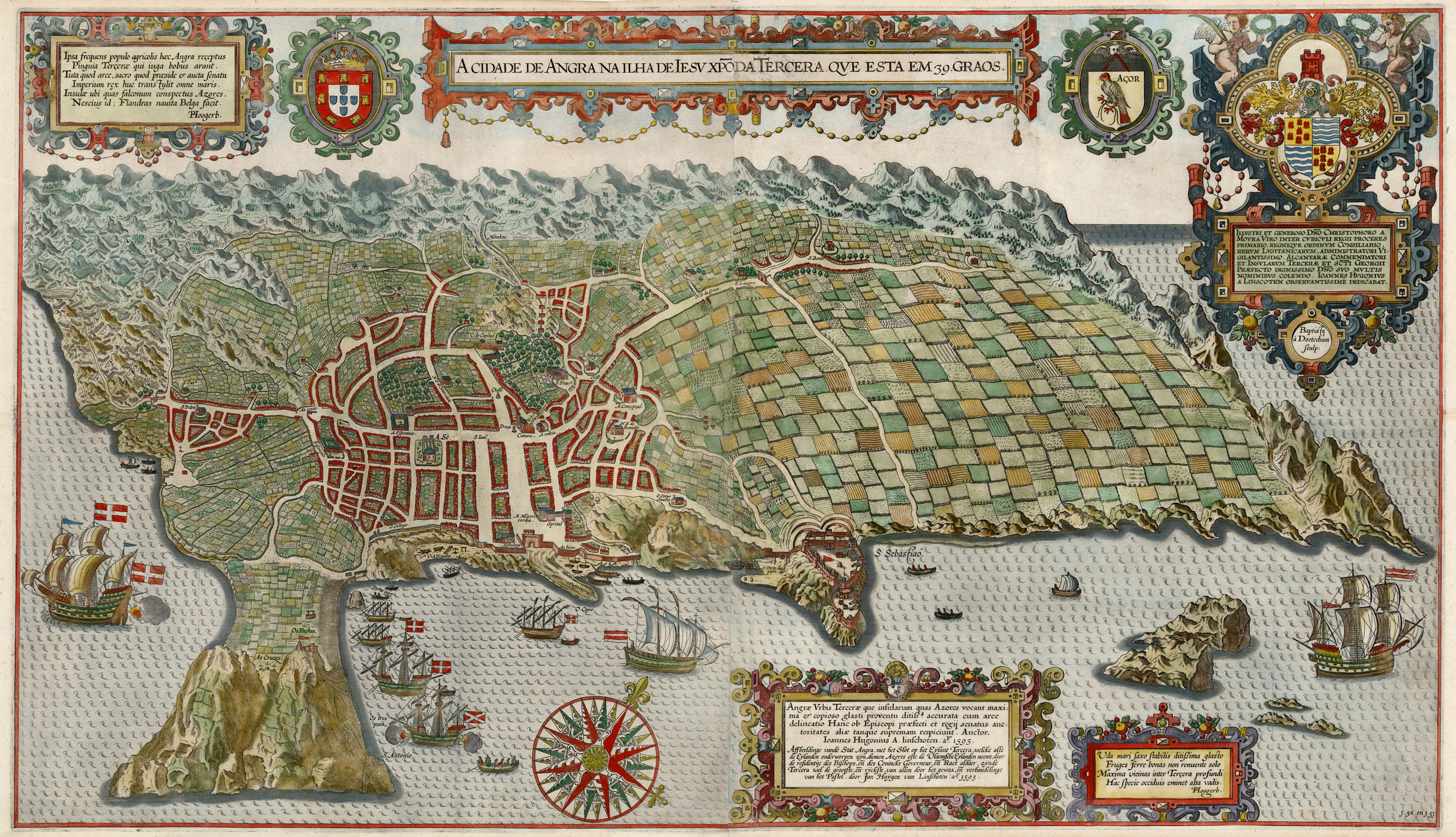
Representação da Ilha Terceira (de Jan Huygen van Linschoten, século XVI): em primeiro plano o Monte Brasil e a baía de Angra com maior número de naus ancoradas.

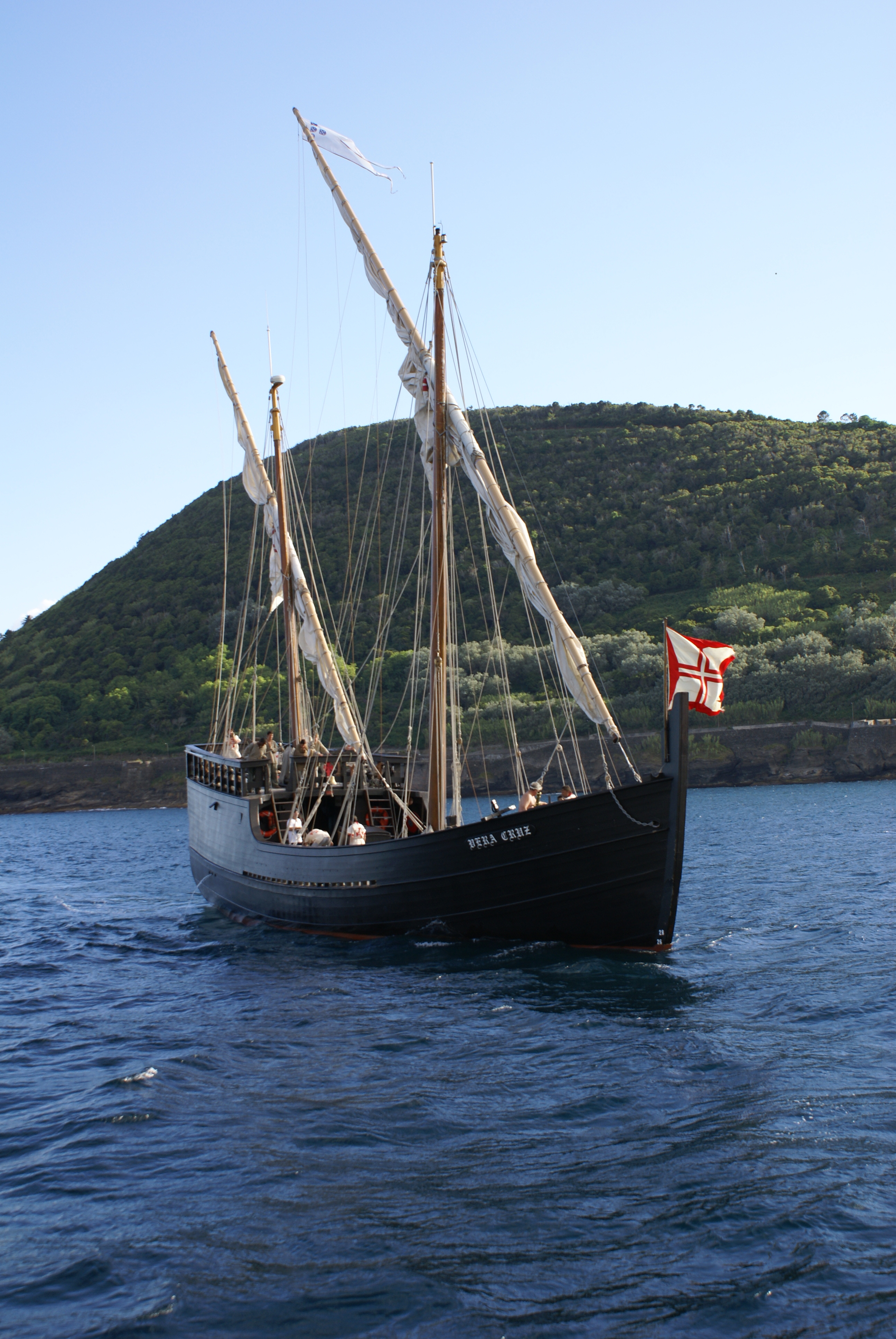
Caravela Vera Cruz a entrar no Porto de Pipas, festas São Joaninas, 2008, Angra do Heroísmo.

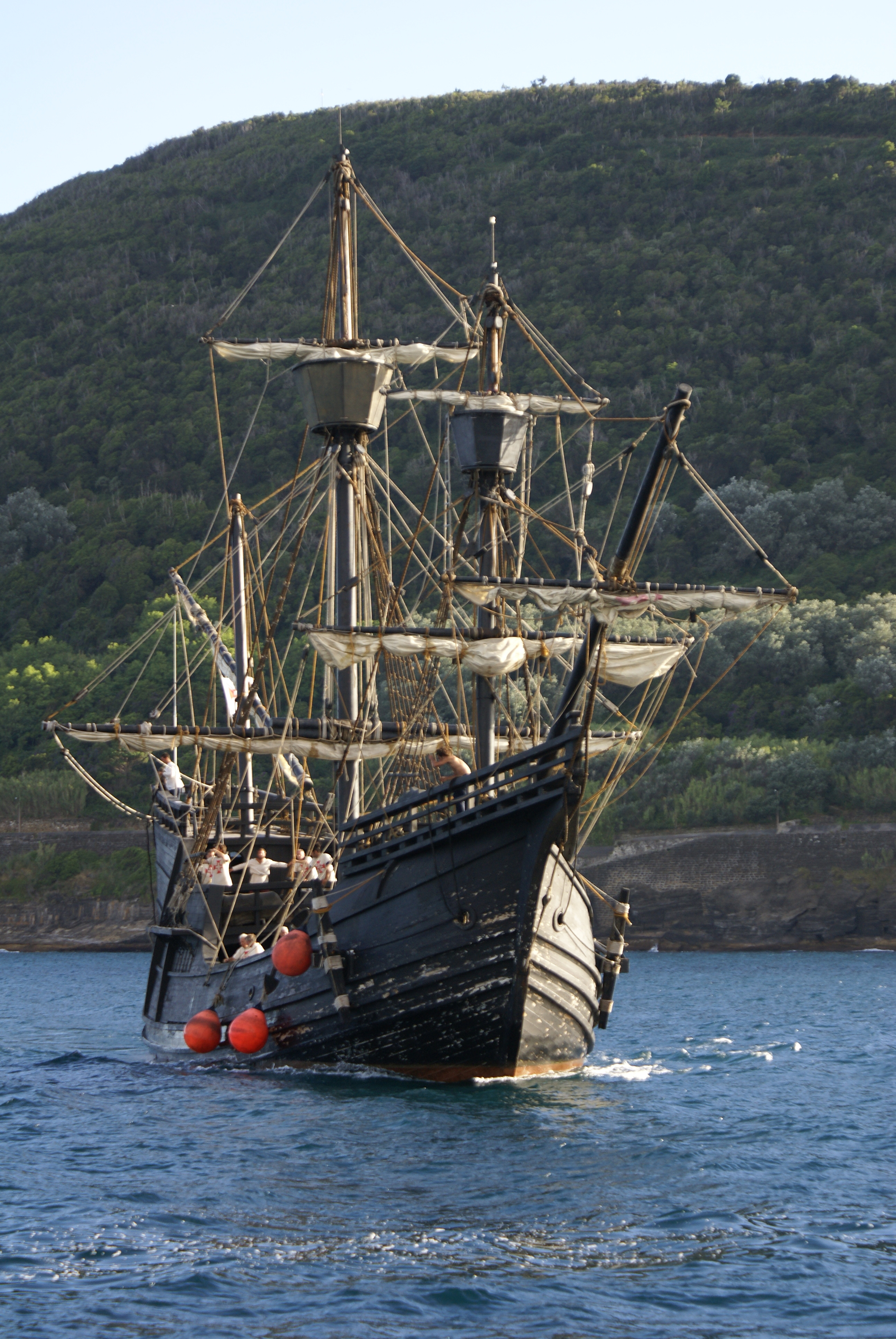
Galeão a entrar no Porto de Pipas, festas São Joaninas, 2008, Angra do Heroísmo.

A denominada Armada das Ilhas era uma das diversas armadas da Marinha Portuguesa, anualmente enviada pela Coroa com a missão de escoltar as naus da Carreira da Índia, cujo ponto de reunião no Atlântico Norte era a baía de Angra do Heroísmo.
O sistema de defesa naval português compreendia diversas armadas com missões e raios específicos de ação. Além daquelas que operavam no Ultramar Português, existiram três grandes armadas em operação no Atlântico Norte:
- a Armada da Costa;
- a Armada das Ilhas; e
- a Armada do estreito de Gibraltar.

A segunda, como o nome indica, operava no arquipélago dos Açores, com o objetivo de defender a navegação que por ali passava quando do seu regresso a Portugal e até mesmo a Espanha. Desse modo, embora o seu objetivo primário fosse a defesa das naus da Índia, protegia também a variedade de embarcações que regressavam de África, do Brasil e das Índias Ocidentais.

## História
A Armada das Ilhas foi criada sob o reinado de Manuel I de Portugal, quando fez publicar o "Regimento para as naus da Índia nos Açores". Essa publicação ocorreu com a do cargo de Juiz das Alfândegas (ou "Juízes do Mar"), ambas em 1520. Essas providências foram complementadas em 1527, sob o reinado de João III de Portugal, com a criação da Provedoria das Armadas, sediada em Angra.
A composição anual da Armada das Ilhas variava, tanto em número quanto na capacidade das suas embarcações. Era composta preferencialmente por caravelas ou similares, fortemente artilhados, e com boas qualidades veleiras.
Essas embarcações partiam do porto de Lisboa entre os meses de Março a Maio, navegando até à altura das Berlengas, e daí seguindo, pelos 40º de latitude Norte, até à Ilha Terceira. Aqui, em Angra, eram recolhidas as informações disponíveis acerca das atividades de piratas ou corsários, enviando de imediato vigias para a altura da Ilha do Corvo. O local de espera das embarcações da Armada deveria ser, no máximo, a 40 ou 70 léguas a Oeste do Corvo, devendo manter-se embarcações entre o Corvo e as Flores, agrupadas, pelo menos, duas a duas. Algumas delas deveriam escoltar as naus da Índia até Angra e, por vezes, mesmo até Lisboa. A missão de vigilância consumia cerca de quatro meses, registando-se o seu regresso a Lisboa apenas com a última das naus esperada da Índia para aquele ano.
A montagem deste sistema obrigou à articulação de esforços não apenas entre o Provedor e as demais autoridades na Terceira, mas também daquele as das ilhas dos Grupos Central e Ocidental do arquipélago. Especial atenção era dada à comunicação com as "justiças" (autoridades) do Corvo, que tinham a seu cargo a tarefa de vigiar as naus e, tão logo fossem avistadas, mandar-lhes aviso para singrarem sem demora para Angra.
A atividade das Armadas das Ilhas declinou a partir do século XVI até que, em meados do século XVII se encontrava quase inoperante. Contribuíram para esse declínio não apenas o aumento das ameaças navais na região no período, mas também a diminuição da capacidade de defesa naval portuguesa.